# 中国樱桃
樱桃是蔷薇科李属的一种落叶乔木。古称楔荆桃、荆桃、崖蜜、莺桃、含桃、樱珠、朱樱、紫樱、蜡樱、英桃、牛桃、會桃、楔桃、梅桃、乐桃、表桃等，英文称为中国樱桃（Chinese cherry）；日文則稱唐実桜「カラミザクラ」。

## 形态

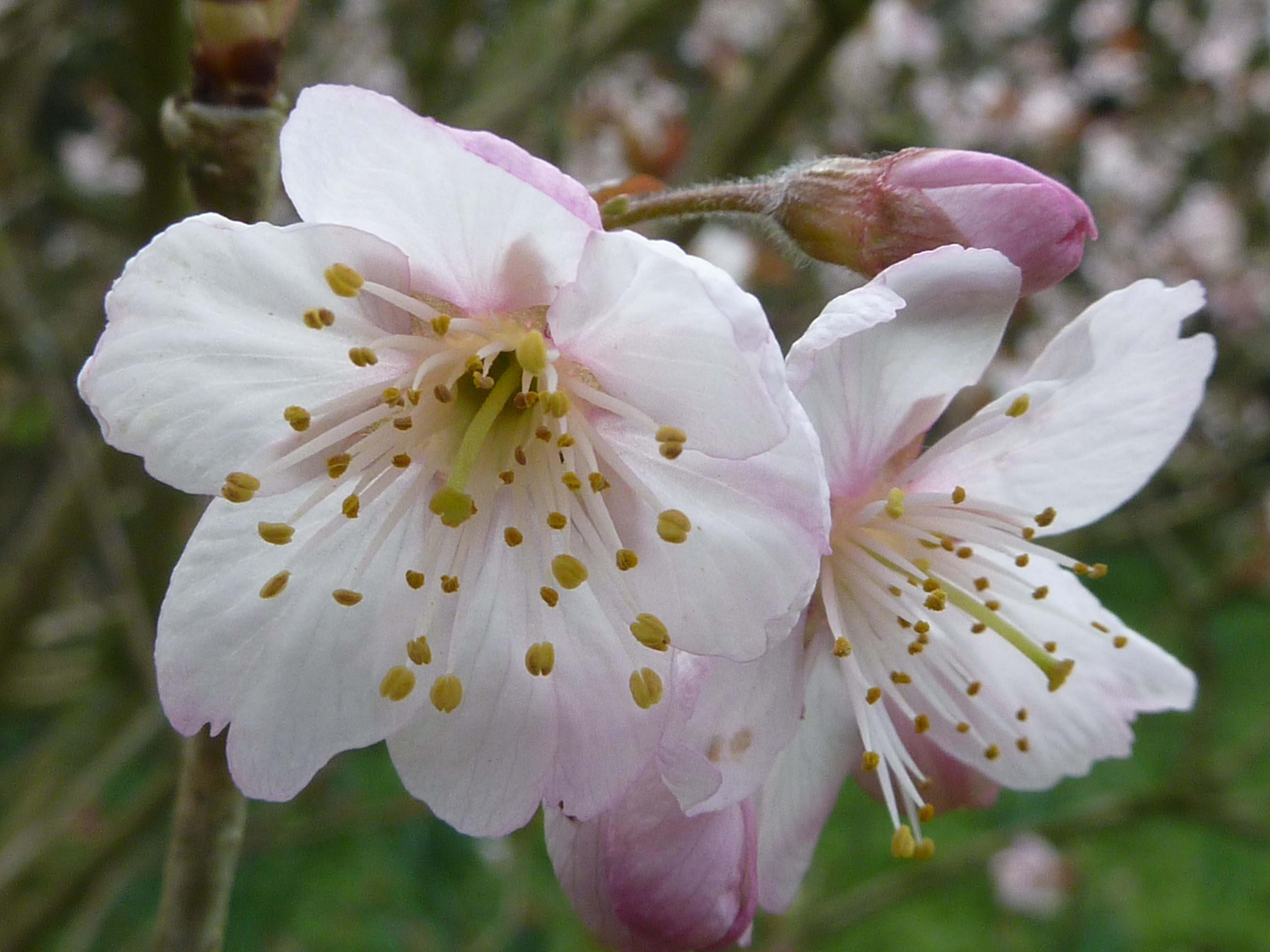
剑桥樱的花

乔木，高2-8米，树皮灰白色至红褐色。小枝灰褐色，嫩枝绿色，无毛或被疏柔毛。冬芽卵形至长椭圆形，无毛或近无毛。托叶披针形至狭带形，早落，有羽裂腺齿。叶柄0.5-1.5厘米，无毛或被疏柔毛，先端有1-3个大腺体；叶片卵形、长圆状卵形或长椭圆形，长5-12厘米，宽3-6厘米，下面淡绿色，沿脉或脉间有稀疏柔毛，上面暗绿色，近无毛，基部圆形，边有尖锐重锯齿或缺刻状锯齿，齿端有小腺体；侧脉9-11对。花序伞房状或近伞形，有花3-7朵，先叶开放；总苞褐色，倒卵状椭圆形，长约5毫米，宽约3毫米，边有腺齿。花梗长0.8-1.9厘米，被疏柔毛。萼筒钟状，长3-6毫米，宽2-3毫米，外面被疏柔毛。萼片三角卵圆形或卵状长圆形，长为萼筒的一半或过半，边缘全缘，先端急尖或钝。花瓣白色（亦有粉色观赏品种），卵圆形至长椭圆形，先端下凹或二裂。雄蕊30-35枚，栽培者可达50枚。花柱与雄蕊近等长，无毛。核果红色，近球形，直径0.9-1.3厘米；核表面多少有棱纹。花期3-4月，果期5-6月。

## 生境与分布
生于山坡阳处或沟边，常栽培，海拔300-1200米。产辽宁、河北、河南、山东、山西、陕西、甘肃、四川、贵州、云南、湖南、湖北、安徽、江苏、浙江、江西、福建。
南宋時，臨安城的櫻桃來自重要產地紹興。

## 用途
本种在中国久经栽培，品种颇多，供食用，也可酿樱桃酒。枝、叶、根、花也可供药用。有些品种可供观赏，如泰山香樱（Prunus pseudocerasus 'Taishan Xiang'）和剑桥樱（Prunus pseudocerasus 'Cantabrigiensis'）。
本種在作為果樹的栽培數量遠少於甜櫻桃(Prunus avium)，就連其原產地中國栽培也以甜櫻桃居多
中國櫻桃為許多櫻花的親本，如湊桜（ミナトザクラ）、椿寒桜、明正寺桜、多賀紅桜、啓翁桜 。中國櫻桃具有樹幹上長氣根的特性，在一些有中國櫻桃血統的櫻花上，有時也能看到氣根